# Federico Sargolini

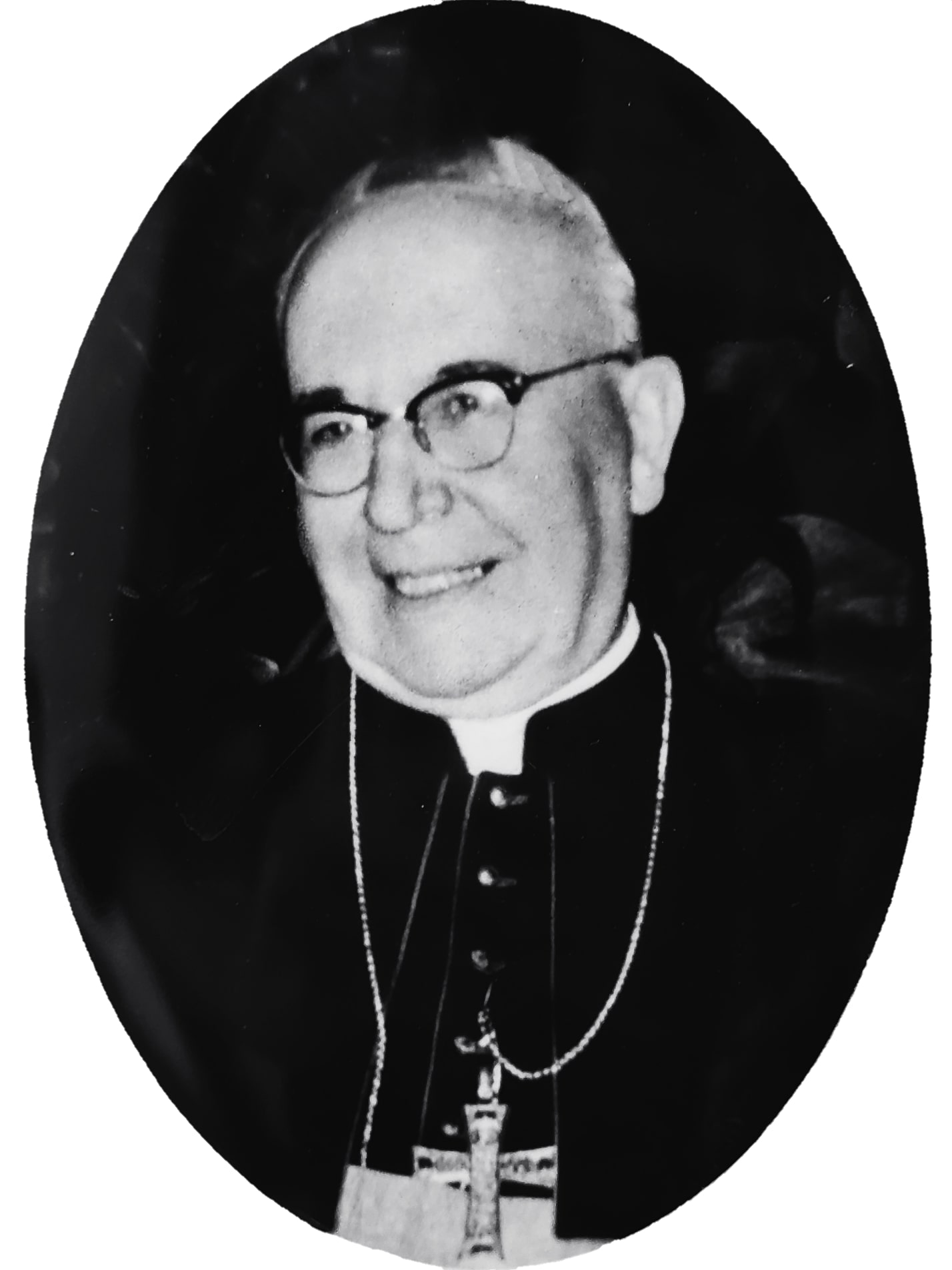
Federico Sargolini

Federico Sargolini (* 8. Mai 1891 in San Ginesio, Italien; † 2. August 1969) war ein italienischer Geistlicher und römisch-katholischer Weihbischof in Camerino.

## Leben
Federico Sargolini empfing am 9. November 1913 das Sakrament der Priesterweihe. 
Am 1. Oktober 1963 ernannte ihn Papst Paul VI. zum Titularbischof von Lysias und zum Weihbischof in Camerino. Der Erzpriester der Lateranbasilika, Benedetto Kardinal Aloisi Masella, spendete ihm am 17. November desselben Jahres die Bischofsweihe; Mitkonsekratoren waren der Erzbischof von Camerino, Giuseppe D’Avack, und der Kirchliche Assistent der weiblichen Jugend der Katholischen Aktion, Bischof Alfredo Maria Cavagna.
1965 nahm Paul VI. das von Federico Sargolini vorgebrachte Rücktrittsgesuch an.
Federico Sargolini nahm an der zweiten, dritten und vierten Sitzungsperiode des Zweiten Vatikanischen Konzils teil.